# كاثرين همفريز
كاثرين همفريز هي صحفية ومعلقة رياضية كندية، ولدت في 19 سبتمبر 1970 في أوشاوا في كندا.

## وصلات خارجية
- كاثرين همفريز على موقع IMDb (الإنجليزية)